# Renata Nowakowska-Siuta
Renata Nowakowska-Siuta (ur. 11 listopada 1970) – polska pedagog, profesor w zakresie nauk społecznych, doktor habilitowana nauk humanistycznych w zakresie pedagogiki, profesor Uniwersytetu Kardynała Stefana Wyszyńskiego w Warszawie. Od 2024 Prodziekan ds. Kształcenia na Wydziale Nauk Pedagogicznych Uniwersytetu Kardynała Stefana Wyszyńskiego w Warszawie. Od 2024 roku Kierownik Katedry Historii Wychowania i Pedagogiki Porównawczej na Wydziale Nauk Pedagogicznych UKSW.

## Działalność naukowa i dydaktyczna
Absolwentka Wydziału Pedagogicznego Uniwersytetu Warszawskiego (1994). Doktorat z nauk humanistycznych w zakresie pedagogiki obroniła w 1998 na Wydziale Pedagogicznym Uniwersytetu Warszawskiego, na podstawie rozprawy System szkolny Polski i Niemiec 1945–1991. Fakty i oceny. Habilitowała się w 2009, na podstawie rozprawy Uniwersytet w systemie szkolnictwa wyższego Niemiec na europejskim tle porównawczym w Akademii Pedagogiki Specjalnej im. Marii Grzegorzewskiej w Warszawie. 11 maja 2020 uzyskała nominację profesorską w zakresie nauk społecznych.
Zajmuje się pedagogiką porównawczą oraz dydaktyką ogólną i pedagogiką szkolną.
W latach 1998-2022 była nauczycielem akademickim na Uniwersytecie Warszawskim, początkowo na Wydziale Pedagogicznym (do 2007), a od 2002 do 2022 również w Centrum Kształcenia Nauczycieli Języków Obcych i Edukacji Europejskiej. W latach 2010-2024 pracowała w Chrześcijańskiej Akademii Teologicznej w Warszawie, gdzie pełniła kolejno funkcje: Prodziekana Wydziału Pedagogicznego (2012-2016), a następnie Dziekana Wydziału Nauk Społecznych (2016-2024).
Od 2024 pracuje na Wydziale Nauk Pedagogicznych Uniwersytetu Kardynała Stefana Wyszyńskiego w Warszawie, gdzie pełni funkcję Prodziekana ds. Kształcenia.
Uczestniczy w polskich i międzynarodowych konferencjach naukowych, w ramach programu Erasmus wykładała na uniwersytetach w Hamburgu (2001) oraz w Madrycie (2005). Od 2000 jest ekspertem Fundacji Rozwoju Systemu Edukacji, gdzie oceniała projekty edukacyjne w programach Comenius, Leonardo da Vinci oraz Fundusz Stypendialny i Szkoleniowy, a obecnie ocenia projekty w ramach programu Erasmus+. Była autorem raportów dla Centralnej Komisji Egzaminacyjnej oraz Najwyższej Izby Kontroli. Recenzent czasopism naukowych m.in. Studiów Edukacyjnych, Kultura – Społeczeństwo – Edukacja. Jest ekspertem Narodowego Centrum Badań i Rozwoju (NCBR). Od roku 2016 jest ekspertem Komisji Europejskiej w programie Horizon 2020 Maria Skłodowska-Curie Actions Individual Fellowships (H2020-MSCA-IF). W latach 2020-2023 specjalista Komitetu Nauk Pedagogicznych Polskiej Akademii Nauk oraz przewodnicząca Zespołu Międzynarodowych Badań Porównawczych w ramach tego Komitetu.
W latach 2010–2014 sekretarz czasopisma Studia z Teorii Wychowania, następnie w latach 2014-2023 zastępca redaktora naczelnego tego czasopisma.
W 2014 roku została laureatką plebiscytu Samorządu Studentów Uniwersytetu Warszawskiego „Nauczyciel Akademicki Roku” w kategorii Nauki społeczne.
W 2015 otrzymała nominację do nagrody w konkursie EDUinspirator zorganizowanym przez Fundację Rozwoju Systemu Edukacji, w kategorii Szkolnictwo wyższe.
Podczas XXXII Podsumowania Ruchu Innowacyjnego w Edukacji organizowanego przez Łódzkie Centrum Doskonalenia Nauczycieli i Kształcenia Praktycznego otrzymała tytuł honorowy Promotora Rozwoju Edukacji przyznany przez kapitułę pod przewodnictwem konsula honorowego Wielkiej Brytanii.

## Członkostwo w organizacjach

### Aktualne
- Comparative Education Society in Europe (CESE)
- Polskie Stowarzyszenie im. Janusza Korczaka[6]

### Wcześniejsze
- Polskie Towarzystwo Pedagogiki Porównawczej (PTPP) – członek Zarządu PTTP od 2015 do 2018

## Wybrane publikacje
- Comparative education. Methodology contexts. Oficyna Wydawnicza "Impuls", Kraków 2024, ISBN 978-83-82943-30-6
- Pedagogika porównawcza. Konteksty metodologiczne, Wydawnictwo Naukowe ChAT, Warszawa 2023, ISBN 978-83-60273-75-3
- Profesor Zbyszko Melosik – doktor honoris causa Chrześcijańskiej Akademii Teologicznej w Warszawie (red. wspólnie z Tadeuszem J. Zielińskim), Wydawnictwo Naukowe ChAT, Warszawa 2022, ISBN 978-83-60273-74-6
- O edukacji w Finlandii. Studium z pedagogiki porównawczej, Wydawnictwo Naukowe ChAT, Warszawa 2021, ISBN 978-83-60273-62-3
- Odwaga odpowiedzialności. Demokratyczne przemiany życia społecznego w refleksji pedagogicznej (redakcja naukowa wspólnie z Tadeuszem J. Zielińskim), Wydawnictwo Naukowe ChAT, Warszawa 2019, ISBN 978-83-60273-52-4
- Romantyczny i pragmatyczny. Idea niemieckiego uniwersytetu neohumanistycznego i jej społeczne implikacje, Wydawnictwo Naukowe ChAT, Warszawa 2018, ISBN 978-83-60273-47-0
- Bliżej siebie. Edukacja i dialog w grupie niejednorodnej kulturowo (Closer to Each Other. Education and Dialogue in a Culturally Composite Group), Wydawnictwo Naukowe ChAT, Warszawa 2015, ISBN 978-83-60273-34-0 (książka pod redakcją)
- Racjonalność procesu kształcenia. Studium z polityki oświatowej i pedagogiki porównawczej, Oficyna Wydawnicza „Impuls”, Kraków 2015, ISBN 978-83-7850-934-9 (wspólnie z Bogusławem Śliwerskim)
- Edukacja alternatywna na rzecz demokratyzacji procesu kształcenia, Oficyna Wydawnicza „Impuls”, Kraków 2014, ISBN 978-83-7850-780-2 (książka pod redakcją)
- Pedagogika porównawcza. Problemy, stan badań i perspektywy rozwoju, Oficyna Wydawnicza „Impuls”, Kraków 2014 ISBN 978-83-7587-912-4
- Szkolnictwo wyższe w wybranych krajach Europy Zachodniej po II wojnie światowej, Instytut Badań Edukacyjnych, Warszawa 2007, ISBN 978-83-87925-89-5
- Kształcenie zawodowe w krajach UE. Dla uczniów 2- i 3-letnich zasadniczych szkół zawodowych, Centralna Komisja Egzaminacyjna, Warszawa 2006, ISBN 83-7400-208-5
- Uniwersytet w systemie szkolnictwa wyższego Niemiec na europejskim tle porównawczym, Wydawnictwa Uniwersytetu Warszawskiego, Warszawa 2005 ISBN 83-235-0150-5
- Licencjat w uczelni i na rynku pracy, Centrum Badań Polityki Naukowej i Szkolnictwa Wyższego – Uniwersytet Warszawski, Warszawa 2002 ISBN 83-916095-1-0 (wspólnie z Elżbietą Drogosz-Zabłocką i Barbarą Minkiewicz)
- Szkolnictwo w Polsce i Niemczech 1945–2001. Wybrane aspekty porównawcze, „Żak”, Warszawa 2002, ISBN 83-88149-71-7[17][18]

## Odznaczenia
W 2004 roku odznaczona Brązowym Krzyżem Zasługi.
18 sierpnia 2014 została odznaczona Medalem Komisji Edukacji Narodowej.